# ペルレット
ペルレット（伊: Perletto）は、イタリア共和国ピエモンテ州クーネオ県にある、人口約300人の基礎自治体（コムーネ）。

## 地理

### 位置・広がり
| 隣接するコムーネは以下の通り。括弧内のATはアスティ県所属を示す。 - カスティノ - コルテミーリア - オルモ・ジェンティーレ (AT) - サン・ジョルジョ・スカランピ (AT) - セローレ (AT) - ヴェージメ (AT) |